# Acontista maroniensis
Acontista maroniensis är en bönsyrseart som beskrevs av Lucien Chopard 1911. Acontista maroniensis ingår i släktet Acontista och familjen Acanthopidae. Inga underarter finns listade i Catalogue of Life.